# The Final Sign of Evil
Albums de Sodom
Sodom
(2006) In War and Pieces
(2010)
The Final Sign of Evil est le douzième album de Sodom, groupe allemand de thrash metal. L'album est sorti le 28 septembre 2007 sous le label Steamhammer Records.
Cet album est composé des versions ré-enregistrées de l'EP In the Sign of Evil plus sept titres que le groupe avait écrites pour In the Sign of Evil mais qui n'ont pu figurer dans la liste des morceaux car le label n'avait pas pu payer l'enregistrement en studio.
Il s'agit du premier album enregistré avec la formation d'origine depuis l'année 1985.

## Liste des morceaux
Toutes les chansons sont écrites et composées par Sodom.
| No  | Titre                  | Durée |
| --- | ---------------------- | ----- |
| 1.  | The Sin of Sodom       | 5:41  |
| 2.  | Blasphemer             | 3:20  |
| 3.  | Bloody Corpse          | 3:56  |
| 4.  | Witching Metal         | 3:38  |
| 5.  | Sons of Hell           | 4:22  |
| 6.  | Burst Command 'Til War | 2:29  |
| 7.  | Where Angels Die       | 4:47  |
| 8.  | Sepulchral Voice       | 4:36  |
| 9.  | Hatred of the Gods     | 3:14  |
| 10. | Ashes to Ashes         | 4:22  |
| 11. | Outbreak of Evil       | 5:26  |
| 12. | Defloration            | 3:52  |

## Composition du groupe
- Tom Angelripper - Chant, Basse
- Grave Violator - Guitare
- Chris Witchhunter - Batterie

Membres aditionnels
- Thorsten Hain - Guitare sur Witching Metal
- Frank Hubner - Guitare sur Sons of Hell (Outro)